# Ekonomiskt system
Ett ekonomiskt system kan beskrivas som nätverket av regler och institutioner som samordnar resurserna i en organisation eller liknande.
Några ekonomiska system är kapitalism, merkantilism, marknadsekonomi, blandekonomi, planekonomi och resursbaserad ekonomi.